# Seiichi Miyake
Seiichi Miyake (japonés: 三宅 精一, Hepburn: Miyake Seiichi, 5 de febrero de 1926 - 10 de julio de 1982) fue un ingeniero e inventor japonés conocido sobre todo por su trabajo sobre el pavimento táctil (o "ladrillos Tenji", " ladrillos/bloques táctiles") para ayudar a los discapacitados visuales en los cruces de tráfico. El sistema de pavimentación táctil de Miyake se introdujo por primera vez en una escuela para ciegos de la ciudad de Okayama en marzo de 1967, y desde entonces se ha adoptado en todo el mundo.

## Primeros años de vida
Seiichi Miyake nació el 5 de febrero de 1926 en Kurashiki, prefectura de Okayama.

## Inventando ladrillos táctiles

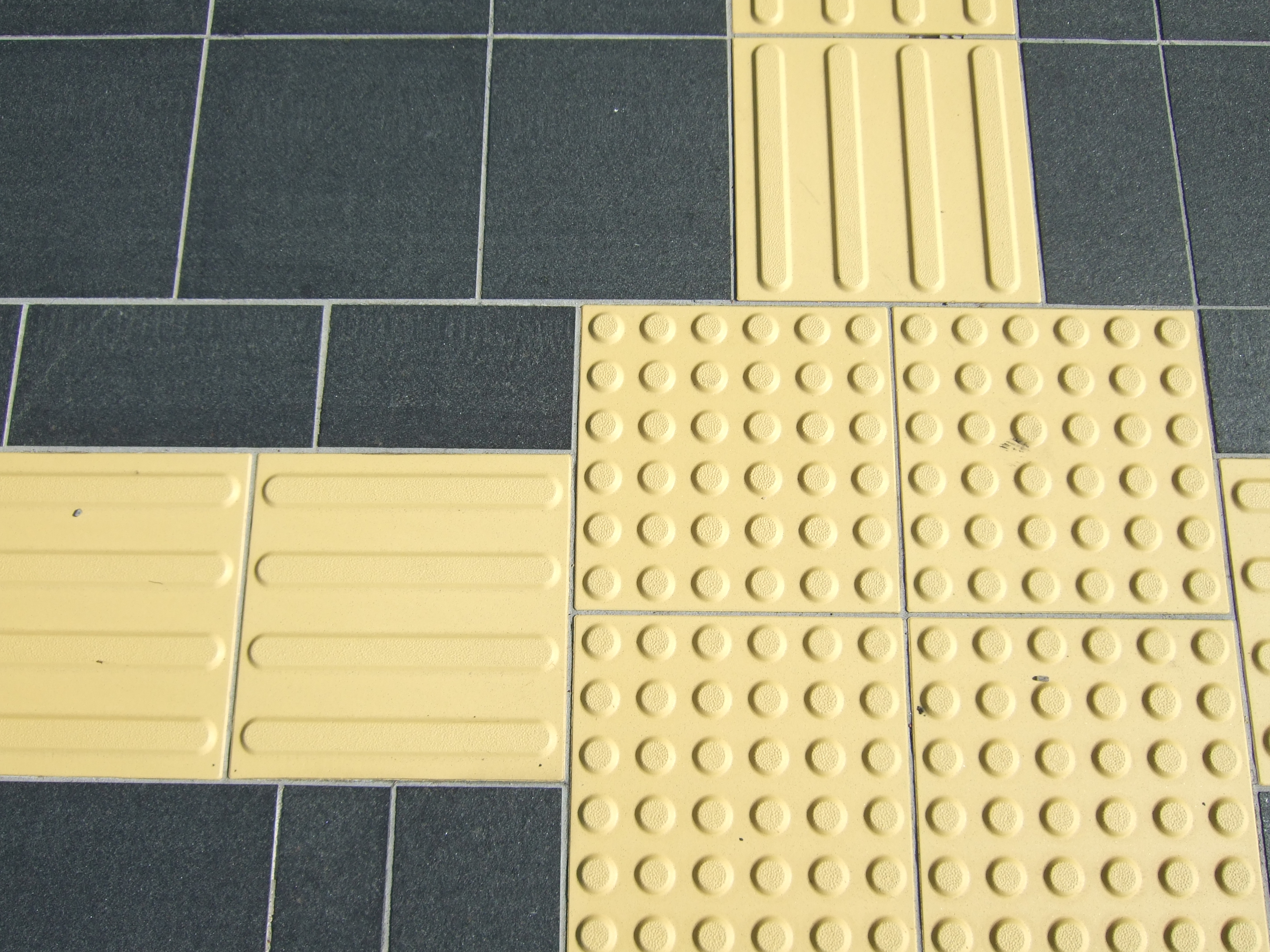
Ejemplo de ladrillos táctiles con puntos y barras en Japón

En 1965, Seiichi Miyake utilizó su propio dinero para crear ladrillos táctiles, que tienen en su superficie patrones de formas en relieve que pueden detectarse con el tacto. Inventó los bloques para ayudar a un amigo que empezaba a tener problemas de visión. Estos patrones indican distintas condiciones de seguridad o peligro, como puntos en relieve para "precaución", o largas franjas paralelas para "avanzar seguro". También se utilizan para identificar el límite entre el sendero y la carretera. En general, predominan dos tipos: los ladrillos con puntos y los ladrillos con barras. Los primeros alertan del peligro a los discapacitados visuales, mientras que las barras proporcionan indicaciones de dirección. Sin embargo, "los senderos se han construido de forma incoherente", en distintas épocas y lugares.

 

Las superficies de pavimento táctil fueron introducidas por primera vez para el paso de peatones en las calles en 1965 por el ingeniero japonés Seiichi Miyake. Se trata de un patrón regular de cúpulas aplanadas, conos o puntos que se introducen en el pavimento en el borde de la acera y la calzada.

Dos años más tarde, el 18 de marzo de 1967, la ciudad de Okayama (oeste de Japón) fue el primer lugar en instalar este invento para discapacitados visuales. El color brillante de los ladrillos es visible para las personas con baja visión y deficiencias cognitivas.
Diez años después, gracias a sus ventajas para la seguridad y la circulación, el uso de ladrillos táctiles se hizo obligatorio en los Ferrocarriles Nacionales de Japón. En 1985, su uso se generalizó en Japón.

## Honores
En 2010, la Asociación de Discapacitados Visuales de la Prefectura de Okayama registró el 18 de marzo como el Día del Bloque Tenji en la Asociación del Aniversario de Japón. Se inauguró un monumento al lugar de nacimiento de Tenji Block en el cruce de Harojima, en Naka Ward, con un tema musical, "Shiawase no kiiroi michi" (El camino amarillo de la felicidad).
El 18 de marzo de 2019, Google Doodle le rindió homenaje creando una breve animación de una persona con un bastón palpador que se desplaza sobre ladrillos táctiles.